# لاكتراثية
اللااكتراثية هو تيار لاديني يقلل من أهمية الوصول إلى حقيقة وجود الإله من عدمه. يختلف عن باقي الاتجاهات اللادينية كالإلحاد واللأدرية والربوبية في كونه لا يحاول مناقشة أو البحث في مسألة الإله الخالق، بينما يشترك مع هذه الاتجاهات في كونه لا يرى بصحة الأديان.
وتقوم اللاكتراثية على التعليلات التالية:
1. حتى لو وُجد إله فلن نستطيع عبادته أو التواصل معه بأي شكل من الأشكال.
2. مسائل أصل الحياة من اختصاص علماء الأحياء والفيزيائيين، وهي أعقد من أن يستوعبها غير الملقَّن دون دراسة معمقة.
3. لو وُجد إله، فالواضح أنه لا يهتم لأمرنا ولا يتدخل في حياتنا وسيرورتها بأي طريقة عقلانية ظاهرة، ما يبطل جدوى البحث عنه والاهتمام بأمره.[3]

يذهب بعض اللاكتراثيين إلى إظهار اللامبالاة حيال الدين على عمومه، وليس فقط إزاء مسألة الإله.
من أشهر القائلين به الفيلسوف الفرنسي دنيس ديدرو والفكاهي والناقد الاجتماعي الأمريكي بيل مار.